# Le Vif/L'Express
Le Vif/L'Express è un settimanale di notizie belga di lingua francese. È stato fondato nel 1983 ed è considerata la prima rivista settimanale di notizie nel Belgio francofono. La rivista è una collaborazione tra Le Vif e L'Express francese.
Le Vif/L'Express conta un numero di circa 470.000 lettori e ha anche circa 81.000 abbonati. Il Caporedattore è Thierry Fiorilli. L'editore è il gruppo multimediale Roularta Media Group.
Le Vif/L'Express è la controparte in lingua francese del settimanale di notizie olandese-belga Knack (anch'esso parte del gruppo Roularta Media Group). Entrambi i redattori hanno sede a Bruxelles e talvolta lavorano insieme.